# Aníbal Acevedo Vilá
Aníbal Salvador Acevedo Vilá (San Juan, 13 febbraio 1962) è un politico portoricano, nono governatore del Commonwealth di Porto Rico, nonché membro dell'Associazione nazionale dei governatori, dell'Associazione dei governatori del sud e dell'Associazione dei governatori democratici.
Acevedo Vilá è stato membro di diversi organi politici portoricani, tra i quali va ricordato come membro della Camera dei rappresentanti dal 1993 al 2001 e successivamente come delegato residente in Washington, fino al 2005. È stato quindi eletto governatore per un mandato di 4 anni vincendo le elezioni di novembre 2004 contro il precedente governatore Pedro Rosselló; a causa dell'esiguo margine di soli 3.566 voti ci fu un'aspra controversia che sfociò in diversi appelli alla Corte federale degli Stati Uniti.